# Табор (округ)
Табор (чеськ. Okres Tábor) — адміністративно-територіальна одиниця в Південночеському краї Чеської Республіки. Адміністративний центр — місто Табор. Площа округу — 1 326 кв. км., населення становить 102 369 осіб.
До округу входить 110 муніципалітетів, з котрих 9 — міста.